# Русско-турецкая война (1672—1681)

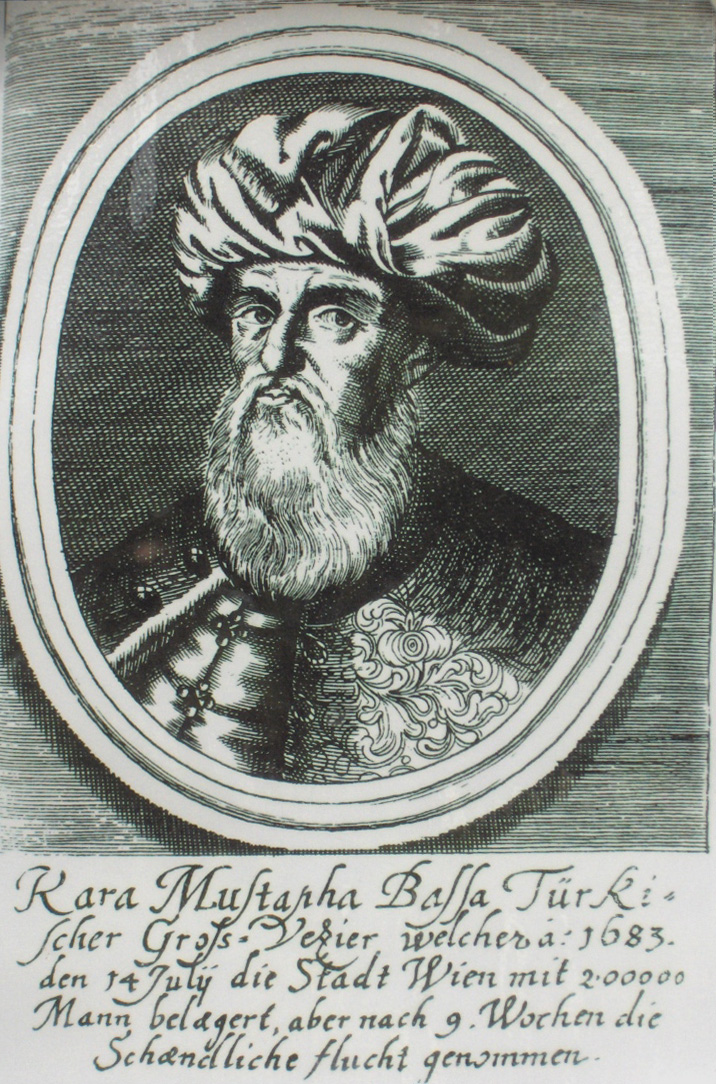
Великий визирь Мерзифонлу Кара Мустафа-паша

Ру́сско-туре́цкая война́ 1672—1681 — война Русского царства с Османской империей и вассальным ему Крымским ханством во время царствования Алексея Михайловича и Фёдора Алексеевича.

## Предыстория
Причиной войны послужила попытка Османской империи вмешаться в русско-польское противостояние и захватить контроль над Правобережной Украиной. В 1656 году пост великого визиря Османской империи захватил энергичный человек Мехмед Кёпрюлю, который сумел усилить дисциплину армии и нанести несколько поражений врагам. Австрия вынуждена была заключить в 1664 году не особенно для неё выгодный мир в Васваре, в 1669 году османы завоевали Крит.
В 1669 году гетман Правобережной Украины Пётр Дорошенко стал вассалом Османской империи. Опираясь на нового союзника, в 1672 году султан Мехмед IV объявил Речи Посполитой войну и отправил на Правобережную Украину трёхсоттысячное войско, которое весной перешло Дунай. Первая битва между османами и польскими войсками вместе с верными Польше казаками под начальством гетмана Ханенко произошла под Ладыжином. В августе того же года османы вместе с крымскими татарами завладели Каменец-Подольским, перебили массу жителей, других увели в рабство. Ожидали дальнейших ужасов турецкого нашествия, но Мехмед IV не двинулся дальше и вскоре повернул назад.
Успехи турок в Подолье вызвали в Москве сильную обеспокоенность относительно возможного вторжения турок и в Левобережную Украину, находящуюся под российским контролем. На союз с Польшей нечего было рассчитывать, так как поляки заключили с Турцией Бучачский мир, уступив Подолье и обязавшись платить ей по 22 тысяч червоных ежегодно. В Москве решили не дожидаться вторжения турок, а предупредить его.

## Вопросы хронологии
Относительно датировки этой войны существуют разные мнения. Одни историки относят её начало к 1677 году (А. Н. Попов, Н. И. Костомаров), другие к 1676 (Я. Е. Водарский). Н. И. Косиненко считал, что она началась в 1674 году; по мнению А. П. Богданова, Россия объявила войну Турции в октябре 1672 года, а военные действия начались зимой — весной 1673 года. В. П. Загоровский, подробно исследовавший этот вопрос, относит начало военных действий к весне 1673 года. Б. Н. Флоря считает, что фактически война началась в мае — августе 1672 года.
Традиционная датировка 1676 или 1677 годом основывается на том, что в 1672—1676 годах турки воевали с Речью Посполитой, а против русских в основном действовали татары, и только после подписания Журавенского мира османская полевая армия двинулась на Чигирин и Киев. В качестве даты окончания войны почти все историки принимают 1681 год.

## Начало войны
События русско-турецкой войны были тесно связаны с польско-турецкой войной 1672—1676 годов и продолжавшейся на Украине гражданской войной. Непосредственной причиной открытия военных действий было нападение османов на Речь Посполитую летом 1672 года. По условиям Бучачского договора к туркам и их вассалу Петру Дорошенко переходили Брацлавское и Киевское воеводства. В османском лагере обсуждали планы завоевания Киева и Левобережной Украины, а также возможность прорыва русской оборонительной линии. Крымский хан сообщил султану, что на участке от Севска до Путивля это сделать невозможно, так как в этих местах стоят значительные русские силы, и прорвать линию можно только в районе Тамбова. Этот пункт находился слишком далеко от Украины. К войне с Россией султана побуждали послы от башкир и казанских и астраханских татар, просившие освободить их от власти иноверцев. Царского гонца Василия Даудова, доставившего в Стамбул протест Алексея Михайловича против действий турок на Украине, приняли очень грубо, но к 1673 году от планов русского похода отказались, сочтя его слишком трудным.
Одними протестами русское правительство не ограничилось. В мае 1672 года донским казакам направили приказ напасть на турецкие и крымские владения с моря. В июне такое же распоряжение получили запорожцы. Находившиеся в Москве крымские послы были отправлены в заключение в Вологду. Запорожцы летом и осенью произвели нападения на Крым, а донцы в августе — на Каланчинские башни — укрепления, поставленные турками в устье Дона.
Одновременно было решено начать поиск союзников. В июле иранскому шаху было направлено предложение напасть на турок, пока их силы заняты в Польше. В октябре Павел Менезий, Андрей Виниус и Емельян Украинцев отправились в поездку по европейским столицам, пытаясь убедить западные державы заключить мир и образовать антиосманскую лигу. Русские дипломаты указывали, что Россия и Польша даже соединёнными силами в лучшем случае смогут лишь обороняться от турок. Миссия была безрезультатной. В том году нападение Людовика XIV на Голландию начало новую общеевропейскую войну, поэтому даже Австрия решила сохранить мир с турками. Только Рим обещал содействие, но он мог предоставить лишь дипломатическую поддержку.
В октябре был издан указ о подготовке к войне. В нём говорилось о необходимости выступить на помощь польскому королю и защитить православное население Подолии от турецких насилий. 18 декабря на заседании Боярской думы было принято решение о сборе чрезвычайного военного налога.

## Кампания 1673 года
В январе — феврале армия князя Ю. П. Трубецкого подошла к Киеву. На Дон также были отправлены войска. 4 июня 1673 года крымскому хану было направлено требование прекратить враждебные действия против России и Польши, в противном случае ему грозили вторжением. Гетман Дорошенко, обеспокоенный появлением русских войск на Днепре, обратился за помощью к султану.
Крымские отряды атаковали Белгородскую черту. Им удалось разрушить участок земляного вала восточнее Нового Оскола, но глубоко проникнуть на русскую территорию не получилось, и, опасаясь окружения, хан Селим I Гирей повернул назад.

### Действия на Нижнем Дону
По инициативе Артамона Матвеева, руководившего внешней политикой, русские войска были также направлены к Азову. Для переправы в низовья Дона было построено несколько сот речных транспортов; для действий в море — 30 больших стругов, и ещё 30 — для каботажного плавания. Эти корабли строились под Лебедянью под руководством Якова Полуектова. 25 апреля из Воронежа отправились два полка солдат и восемь стрелецких приказов под командованием воевод И. С. Хитрово и Г. И. Косагова. 13 июня войска прибыли к Черкасску и встали лагерем на левом берегу. К 5 сентября из-за дезертирства отряд сократился до 6702 человек. Наиболее боеспособными частями были солдаты и приказ московских стрельцов, а «городовые стрельцы», взятые из состава южных гарнизонов, изначально не годились для службы в полевой армии.
Турки были осведомлены о планах русских и приняли меры. В мае в Азов прибыли 33 галеры, доставившие 1500 янычар, а в августе пришли ещё 25 галер с пополнением. Казаки предлагали воеводам атаковать Азов, но Хитрово решил начать с Каланчинских башен. 5 августа 4919 солдат и стрельцов и около 5 тыс. казаков штурмовали башни, но были отбиты. Русские прокопали засохший Казачий ерик и спустили в море отряд атамана Михаила Самаренина из 350 человек на 11 стругах. Он прошёл до устья Миуса, чтобы выбрать место для постройки крепости. 26 августа русские сняли осаду башен и вернулись в свой лагерь.

### Положение на Украине
Алексей Михайлович решил использовать выход Польши из войны для распространения своей власти на Правобережную Украину. В начале 1673 года Москва известила Варшаву, что ввиду подписания Бучачского договора, отдающего украинские земли туркам, она больше не считает себя связанной условиями Андрусовского перемирия и будет добиваться перехода этих территорий под свою власть. 16 марта князю Г. Г. Ромодановскому и гетману И. С. Самойловичу, стоявшим на Днепре, был направлен приказ начать переговоры с гетманом П. Дорошенко и правобережными полковниками, чтобы склонить их под руку царя. В случае неудачи предписывалось начать войну.
Условия для этого были весьма благоприятными, так как на Украине росло недовольство османской оккупацией. По итогам кампании 1672 года Дорошенко вернул города, захваченные поляками в 1671 году, но Подолия была напрямую включена в состав Османской империи; гетман за свои заслуги перед султаном лишь получил в пожизненное владение Могилёв-Подольский. Все крепости Подольского эйялета, кроме тех, где стояли оккупационные войска, были разрушены, и османы предложили гетману Дорошенко снести все крепости Правобережной Украины, кроме Чигирина.
Украинское население опасалось разделить участь своих подольских соплеменников, которых турки немедленно начали подвергать разнообразным насилиям и издевательствам. Большая часть церквей Каменца была обращена в мечети, монахини изнасилованы, молодёжь стали забирать в султанскую армию, а народ обложили тяжёлыми налогами, за неуплату которых отдавали в рабство. Уже во время похода 1672 года турки презрительно называли помогавших им украинских казаков «свиньями», а в 1673 году, по свидетельству секретаря французского посольства в Стамбуле Франсуа де ла Круа, начали разрабатывать план массовой депортации населения из Подолии и замены его татарами. В начале года самому Дорошенко пришлось хлопотать о получении у турок охранной грамоты для церквей его «украинского вилайета».
Оказавшись в такой неприятной ситуации, Дорошенко выразил принципиальное согласие на переход под власть Москвы, но требовал пожизненного гетманства по обе стороны Днепра и вывода русских войск из Киева. Русское правительство не собиралось выполнять требования, не соответствовавшие реальному политическому весу этого человека. В феврале — марте были проведены переговоры с отдельными полковниками, которые выразили готовность сражаться против турок вместе с русскими.

### События на польском фронте
Сейм Речи Посполитой отказался ратифицировать позорный Бучачский договор, и война возобновилась. В кровопролитном Хотинском сражении 10—11 ноября 1673 года «лев Лехистана» Ян Собеский разгромил турок, после чего поляки заняли большую часть Молдавии. Однако уже в декабре армия разошлась по домам.

## Кампания 1674 года

### Действия на Украине
Зимой 1674 года войска Григория Ромодановского и Ивана Самойловича перешли Днепр и, преодолев незначительное сопротивление, заняли Черкассы и Канев. Татарский отряд, пришедший на помощь Дорошенко, был разбит, а его остатки уничтожили местные жители. 15 марта в Переяславе собрались представители почти всех правобережных полков, избрали Самойловича гетманом и составили условия своего подчинения царю. Только Чигиринский и Паволочский полки сохранили верность Дорошенко.
В мае Ромодановский и Самойлович снова вторглись на правый берег, разбили татар и захватили посланца Дорошенко Ивана Мазепу, отправленного в Крым за подкреплениями. 23 июля русско-украинское войско осадило Чигирин. 29 июля османская армия визиря Фазыл Ахмед-паши перешла Днестр и вступила на Украину. Некоторые города оказывали туркам сопротивление, надеясь на русскую помощь. 17 городков, в том числе Ладыжин и Умань, были разорены, а население угнано в рабство. В Умани, которая сдалась после девяти дней осады и штурма, турки вырезали мужское население, а женщин и детей продали в рабство.
Надежды на русскую помощь не оправдались, так как воевода и гетман располагали незначительными силами. В конце весны им на помощь планировалось послать корпус князя Ф. Г. Ромодановского, а затем крупную армию под командованием князя Ю. А. Долгорукова, но из-за сопротивления детей боярских, саботировавших военный набор, эти силы не удалось собрать вовремя. Крымский хан направился к Чигирину, и Ромодановскому с Самойловичем пришлось 10 августа снимать осаду и отступать к Черкассам, где они 12 августа встали лагерем. Дорошенко преподнёс хану в подарок 200 рабов из числа левобережных казаков и разрешил татарам угонять в рабство сколько угодно людей из окрестностей Чигирина, объявив тамошних жителей предателями. 13 августа хан подошёл к русским позициям у Черкасс, но после незначительной стычки вернулся к Чигирину. Воевода и гетман некоторое время стояли на берегу Днепра, но, не дождавшись помощи и потеряв много людей из-за дезертирства, сожгли Черкассы и ушли обратно за реку, уведя с собой население. Подкрепления подошли, когда кампания уже подходила к концу. Единственное, чего добились русские, — это помешали крымской орде вторгнуться на Левобережную Украину.
Обычные для османов меры устрашения на Украине вызвали эффект, обратный ожидаемому. Идея турецкого протектората и раньше не пользовалась особой популярностью, а к концу 1674 года потеряла последних искренних сторонников. Украинцы начали переходить на сторону поляков. Благодаря этому король Ян Собеский к ноябрю восстановил власть Речи Посполитой на значительной территории.
Поскольку ответный удар османов был неизбежен, летом 1674 года начались переговоры Москвы и Варшавы о военном союзе, продолжавшиеся до начала 1680-х гг. и так и не давшие результатов. Параллельно Ян Собеский в конце лета вступил при посредничестве крымского хана в переговоры с турками. Раздосадованные таким двуличием, русские связались с австрийским двором, и представители императора подтвердили обоснованность их подозрений.

### Действия на Дону
Под Азов были направлены войска под командованием князя П. И. Хованского и Я. Т. Хитрово. Они должны были поставить в устье Миуса крепость, чтобы блокировать Азов с моря. Обстановка на юге изменилась. Калмыки нарушили союз с Россией, и зимой — весной 1674 года разгромили десятки казачьих городков по Дону, Хопру и Медведице, а затем напали на русские поселения в районе Белгородской черты. Городок, построенный в устье Миуса, был разрушен татарами, а струги сожжены. Чтобы помешать русским в дальнейшем закрепиться в этом районе, хан направил туда кочевать 4 тыс. татар.
Используя небывало сильное половодье, русские спустили в море в обход турецких крепостей 25 морских стругов под командованием полковника Г. И. Косагова. Его задачей было пройти к устью Миуса, но у мыса Кезарог Косагов обнаружил эскадру турецких галер и повернул обратно. Хованский с подкреплениями прибыл только в конце лета и особых успехов не добился. Построить новую крепость на Миусе так и не удалось, тем более что казаки отказались ему в этом помогать.

## Кампания 1675 года
В 1675 году основные военные действия происходили на польском фронте — в Подолии и на Волыни, куда вторглись турецкая армия Ибрагима Шишмана и крымская орда. В этих условиях поляки наконец согласились на соединение с русскими войсками. 2 июля Ромодановский и Самойлович получили приказ перейти Днепр и начать переговоры с гетманами Речи Посполитой. Однако на этот раз опять ничего не получилось, так как гетман Самойлович и казацкая старшина саботировали распоряжения царя, опасаясь, что в случае образования русско-польского союза им не удастся распространить свою власть на Правобережную Украину. Столкнувшись с оппозицией, русское правительство не стало настаивать на своём, опасаясь, что Украина опять восстанет.
Воеводе князю Ромодановскому было поручено разработать план большого похода на Крым, но и здесь Самойлович убедил русских, что нельзя отправляться против хана, оставляя в тылу Дорошенко. В результате, как и в 1673 году, ограничились набегом кабардинцев, калмыков и запорожцев, разрушивших в сентябре 1675 года заставы на Перекопе.
Режим Дорошенко агонизировал. Население правобережья массами бежало на левый берег, и не помогали даже репрессивные меры (задержанных его сердюками беглецов гетман распорядился отдавать в рабство татарам). С конца лета за Днепр начали уходить представители казачьей верхушки, ранее поддерживавшие турецкого ставленника. Требование султана отправить в Турцию по 500 мальчиков и девочек младше 15 лет для пополнения гаремов вызвало возмущение даже в лояльном гетману Чигирине, и Дорошенке пришлось бежать из города и три дня скрываться в лесу со своими сторонниками, пока волнения не улеглись. К зиме 1675/76 года Дорошенко контролировал лишь территории Чигиринского и Черкасского полков. Помощи от крымского хана он не получил, так как татары были заняты на Западной Украине. 10 октября, в присутствии запорожского кошевого атамана Ивана Сирко и донского атамана Фрола Минаева Дорошенко и старшина были вынуждены принести присягу на верность царю, а в январе в Москву были доставлены «санджаки» — знаки власти, данные гетману султаном. При этом Дорошенко не порывал отношений с турками, которые с пониманием отнеслись к его дипломатическим манёврам.

### Действия на Дону
Под Азов были посланы войска князя И. М. Кольцова-Мосальского. Было решено построить три крепости на Казачьем ерике, чтобы блокировать Азов и обеспечить выход русских кораблей в море. На этот раз не удалось даже приступить к строительству, так как почти все донские казаки выступили против этого проекта, боясь потерять автономию, если в устье Дона встанут русские гарнизоны. Правительство, опасаясь мятежа, было вынуждено уступить.

### Татарский набег
В 1675 году татарский отряд переправился через реку Усмань на орловском участке Белгородской черты, прорвался сквозь укрепления на западном берегу, осадил Хреновской острожек и пограбил Воронежский уезд.

## Кампания 1676 года
Для Москвы не было секретом, что Дорошенко изъявил покорность только для вида и надеется выиграть время, дождавшись османской помощи. Тем не менее русские медлили с выступлением против него, ожидая известий о том, куда в этом году нанесут удар османы. Когда были получены сообщения, что турки и крымская орда снова идут на Польшу, Ромодановский и Самойлович получили приказ покончить с Дорошенко. Тот располагал всего двумя тысячами сердюков, да и те не получали жалования и занимались грабежом в окрестностях Чигирина. Когда к городу подошли русско-украинские войска, Дорошенко 19 сентября капитулировал после недолгого сопротивления и выдал артиллерию и войсковые клейноды, которые были привезены в Москву и сложены к подножию трона русского царя. В Стамбуле были очень недовольны падением своего ставленника и утратой правобережных территорий, но решили для начала разделаться с поляками, а русских оставить на следующий год. Войска Яна Собеского были окружены близ Львова, и 17 октября король был вынужден подписать Журавенский мир, снова отдававший османам Подолию и большую часть Правобережной Украины.

### Действия на Дону
На Дон было отправлено пополнение во главе с Иваном Волынским. Эти войска сменили части, прибывшие в 1673 году с И. С. Хитрово. Волынский сменил князей Хованского и Кольцова-Мосальского и принял общее командование.

### Набеги крымцев
На козловском участке Белгородской черты татары раскопали вал у Бельского городка и прорвались за оборонительную линию, но козловцы вскоре прогнали их обратно, отобрав пленных и скот. В другом месте прорвались калмыки, но на обратном пути были перехвачены и разгромлены.

## Кампания 1677 года
Летом 1677 года на Украину вторглась армия Ибрагим-паши («Шайтана»), которая везла в обозе нового османского ставленника — Юрия Хмельницкого. Чигирин, занятый русско-украинскими войсками, был осаждён, но армия Ромодановского и Самойловича нанесла туркам поражение в битве на Бужином перевозе и деблокировала город.
На Дону весной 1677 года казаки предприняли успешный морской поход на татар, а затем вместе с войсками Волынского атаковали Азов. На Казачьем ерике были поставлены корабли, прикрывавшие наступление артиллерийским огнём, от возможной вылазки турок из Каланчинских башен. Добиться успеха под Азовом не удалось, а летом правительство царя Фёдора Алексеевича распорядилось отвести войска. Заключив с турками перемирие и произведя размен пленных, осенью русские покинули низовья Дона. Загоровский полагает, что решение было ошибочным, так как на Дону русские сковывали значительные турецкие и татарские силы, которые теперь высвободились для проведения операций на Украине и в районе Белгородской черты. Уже в июле отряд мурзы Амет-аги ушёл из-под Азова и нанёс удар по слабому месту оборонительной линии, в районе Нового Оскола. Прорвавшись за вал, татары захватили в Новооскольском и Верхососенском уездах 525 человек.
2 сентября через «проломное место» под Новым Осколом прорвался ещё один татарский отряд. Люди князя П. И. Хованского, незадолго до этого переброшенные из Мценска, 4 сентября разгромили татар у Нового Оскола и отобрали полон. Несколько случаев прорыва засечной черты убедили правительство в необходимости возведения новой оборонительной линии южнее Нового Оскола — Изюмской черты.

## Кампания 1678 года
Хотя обстоятельства требовали концентрации османских сил на среднем Дунае против Австрии, великий визирь Кара-Мустафа настоял на реванше за прошлогоднее поражение и летом с крупной армией вторгся на Украину. Чигирин снова был осаждён, войско Ромодановского и Самойловича нанесло туркам поражение на Стрельниковой горе, но атаковать их основные силы не решилось, и осаждённые после упорной обороны взорвали цитадель и вместе с полевой армией ушли за Днепр.
Русские войска покинули правобережную Украину, и там был восстановлен османский протекторат. В Немирове турки поставили гетманом Юрия Хмельницкого, который с помощью татар начал подчинять украинские территории.
Пользуясь тем, что османское наступление на Чигирин задержалось, а крымских набегов весной не было, Разрядный приказ 5 июля 1678 года распорядился начать строительство укреплённой линии на участке Усерд—Полатов—Новый Оскол. Вскоре работы пришлось прекратить, так как 21 июля большой отряд азовцев и ногаев появился на Северском Донце. Они осадили Савинский городок, разграбили округу, захватив большой полон, затем двинулись к Осколу, где разорили слободу Двуречную, также захватив много пленных. В конце июля около тысячи татар переправились через Северский Донец у Чугуева, разграбили местность и ушли с захваченным полоном. Ещё один отряд прошёл мимо Валуек в сторону Острогожска и Коротояка.
В конце декабря — начале января Юрий Хмельницкий с татарами совершил набег на Левобережную Украину, захватив несколько приднепровских городков и угрозами заставив часть жителей перейти на правый берег. Больших успехов ему добиться не удалось, так как Самойлович, Косагов и другие военачальники немедленно выступили в поход и прогнали захватчиков.

## Последний подвиг атамана Сирко
К зиме 1678/1679 года Н. И. Костомаров и В. А. Голобуцкий относят легендарную попытку турок и татар уничтожить Запорожскую Сечь и ответный поход Сирко на Крым (Д. И. Яворницкий датирует эти события 1675/1676 годом). В самом конце декабря, на Святках, когда запорожцы имели обыкновение гулять, 15 тыс. янычар, доставленных морем из Стамбула, и войско крымского хана подступили к Сечи. Сняв караулы, турки проникли в город, а татары остались снаружи. Расчёт на то, что все казаки валяются мертвецки пьяные, не оправдался. Скопившиеся в узких улицах янычары подверглись обстрелу из окон, сами же не могли нанести запорожцам вреда, и те несли потери от собственного перекрёстного огня. Затем казаки атаковали турок и довершили их уничтожение холодным оружием. В этой резне погибло 13,5 тысяч османов, часть была взята в плен, и только немногим удалось бежать.
Атаман Сирко направил хану язвительное письмо, в котором упрекал его в вероломстве, напоминал о том, что казаки уже не раз наведывались в Крым, и обещал вскоре отдать визит. Весной запорожцы форсировали Сиваш и произвели на полуострове немалое опустошение, выведя из Крыма 13 тыс. пленных татар и освобождённых невольников. Среди последних, которых было около 7 тысяч, находилось немало так называемых «тумов» — детей христианских пленников. Многие из них были уже совершенными татарами, исламизированными и не говорившими по-русски. В степи Сирко предложил невольникам на выбор — или идти с ним на Украину, или возвращаться в Крым. Три тысячи решили вернуться, так как в Крыму у них была собственность, считали полуостров своей родиной.
Отпустив их, Сирко поднялся на курган и смотрел вслед, пока они не скрылись из виду. Затем он приказал молодым казакам догнать толпу и всех перебить, а сам поехал следом, чтобы проверить, все ли будет сделано. Поблагодарив своих людей, атаман произнёс, обращаясь к убитым:

Простите нас, братия, а сами спите тут до страшного суда Господня, вместо того, чтобы размножаться вам в Крыму между бусурманами на наши христианские молодецкие головы и на свою вечную без крещения погибель.—  

## Кампания 1679 года
После отставки князя Ромодановского воеводой Белгородского полка был назначен И. Б. Милославский. Он стал заместителем главнокомандующего южной армии (воеводы Большого полка) князя М. А. Черкасского. Так как ожидалось наступление османов на Киев, воеводы выступили на его защиту. Поскольку турки не появились, 31 июля воеводы получили приказ ограничиться наблюдением и не предпринимать активных действий на правом берегу. Командовать Белгородской линией был оставлен князь Я. С. Барятинский, под командой которого находились крупные силы, стянутые из разных мест, в их числе отряд генерала Г. И. Косагова (9 тыс.). Общая численность мобильных войск, по данным Разрядного приказа, составляла 16 тыс. К ним присоединился отряд донских казаков, переброшенный из Черкасска.
Барятинский и Косагов начали строительство Изюмской черты, но в середине лета татары организовали крупный набег. 24 июля орда крымцев, ногаев и темрюкцев численностью около 10 тыс. под командованием мурз Уруса и Малбега вышла Изюмским шляхом к Чугуеву. Переправившись через Северский Донец, они захватили в окрестностях города большой полон, после чего основные силы пошли к Харькову, а часть двинулась на восток — к слободе Печенеги. Один из татарских отрядов (1,5 тыс. чел.) при переправе у Чугуева сильно потрепали русские войска К. М. Черкасского и К. П. Козлова и донцы Корнея Яковлева. 600 казаков, участвовавших в этом бою, даже получили от русских властей особое жалование.
Черкасы Харьковского полка отбросили татар от Ольшанки и преследовали до реки Можи. Тысячный татарский отряд («лучшие люди») отделился от основных сил, 4 августа подошёл изгоном под Мурафу и Соколов, захватил пленных и скот, но на Може был настигнут харьковскими казаками и разгромлен. Разбившись на три группы, остальные татарские силы начали отход. Ущерб от этого набега был значительно меньше, чем от прошлогоднего, так как район, затронутый им, был невелик, татарам не удалось взять ни одного крупного поселения, а прорваться через Белгородскую черту они даже не пытались.
К осени 1679 года русское правительство узнало намерения османов. Поначалу султан и Кара-Мустафа планировали завоевать всю Украину до реки Сейм, и на 1 апреля был назначен поход на Киев, однако высшие сановники и муфтий убедили их отказаться от этих планов. Победа под Чигирином далась очень дорого, и русскую армию разгромить не удалось. Попытка взятия Киева и поход на левый берег Днепра могли обойтись ещё дороже, тем более что разгоравшееся в Венгрии восстание куруцев открывало для османских агрессоров более соблазнительные возможности. В итоге уже 15 марта к царю прибыл крымский посол с предложением посредничества на мирных переговорах. Русское посольство стольника Б. А. Пазухина, отправившееся в июне, было разгромлено «воровскими людьми» и черкасами и до Крыма не добралось, но осенью гонец Василий Даудов привёз из Стамбула османские условия: восстановление турецкого суверенитета на правобережной Украине.
В конце года были получены сведения о строительстве турками крепостей в устье Днепра и новых планах нападения на Запорожье. На защиту Сечи было направлено несколько тысяч стрельцов и солдат, и турки отошли. С поляками продолжались переговоры о союзе, возобновлённые в 1678 году. Король требовал у русских ежегодной субсидии в 600 тыс. рублей для содержания войск. Одновременно представители Яна Собеского пытались заключить с Портой союз против России и добивались уступок на Украине. Получив отказ по обоим пунктам, поляки снизили денежные требования к русским до 200 тысяч, но переговоры так ни к чему и не привели, несмотря на привлечение к ним А. Л. Ордина-Нащокина и Украинцева. Узнав о подписании Нимвегенского мира, Россия попыталась привлечь к союзу против турок также Австрию, но венский двор ответил, что присоединится, если это сделают поляки.
Гетман Самойлович и казацкая верхушка категорически выступали против союза с Польшей. Так как без участия поляков вернуть правобережные земли не представлялось возможным, гетман весной 1679 года направил полки на правый берег, чтобы произвести насильственное перемещение («сгон») населения приднепровских городов (Канева, Корсуни и других) на левобережье. 20 ноября переговоры с Польшей были прекращены, а 8 декабря в Стамбул направили грамоту с согласием на мирные переговоры в Крыму, куда уже в сентябре отправилось посольство И. Сухотина.

## Январский набег 1680 года
В декабре 1679 года главнокомандующим на юге был назначен князь В. В. Голицын, воеводой Белгородского полка — князь П. И. Хованский. Прибыв на линию, он провёл ревизию личного состава и распустил служилых людей на зиму по домам. В январе 1680 года крымский хан с крупными силами отправился в набег. Большие зимние набеги татар были редким явлением, так как требовали более сложной подготовки, поэтому Б. Н. Флоря предположил, что нападение на Белгородскую черту было инспирировано османами, чтобы сделать русское правительство более сговорчивым.
Русское командование было застигнуто врасплох, вызывать из отпуска Белгородский полк князь Хованский считал нецелесообразным. По тревоге были собраны в Сумах Ахтырский и Сумской казацкие полки. Когда стало известно, что в набег идёт сам Мурад-Гирей, Хованский с имевшимися силами выступил из Курска в Вольный, на западный край оборонительной линии. Он решил ограничиться обороной черты, оставив внешние города и села на произвол судьбы (на крайний случай у него было такое предписание). Татары двигались Муравским шляхом. Пройдя между верховий Мжи и Коломака, хан остановился в верховьях Мерлы, северо-западнее Харькова и в 30 км от линии. 19 января татары разгромили в Харьковском уезде сёла Деркачи, Лозовое, Липцы и Боршевое, а также несколько деревень. К самому Харькову они подходить не пытались, опасаясь столкновения с силами Харьковского полка. Были разгромлены казачьи городки Богодухов, Сенное Праворотье и Ольшанка на верхней Мерле, а также город Валки. Отдельные отряды прошли на север и северо-восток к полевым городам Харьковского и Ахтырского полков, Белгороду и другим городам, расположенным на черте, выискивая место для возможного прорыва.
Захватив полон, татары ушли обратно Муравским шляхом. Их никто не преследовал. По имеющимся данным (видимо, неполным), татары угнали в рабство 757 человек. Это было весьма скромным достижением. Белгородскую черту им нигде прорвать не удалось, в нескольких местах они были отбиты и отступили с потерями. Тем не менее поселения, расположенные вне линии обороны, сильно пострадали, и это побудило правительство ускорить сооружение Изюмской черты.

## Мирные переговоры
Переговоры в Крыму затянулись, так как русские и украинцы Самойловича пытались отстоять земли по нижнему и среднему Днепру. Осенью 1680 года Субботина сменил более опытный дипломат Василий Тяпкин. Перед отъездом он встретился с Самойловичем, который наконец согласился с проведением границы по Днепру. В декабре проект договора был отослан в Стамбул, и вскоре хан получил полномочия для подписания окончательного мира. По его условиям Россия сохраняла на правом берегу только Киев с округой. Требования русских оставить под верховной властью царя Запорожскую сечь были турками решительно отвергнуты. Предложение превратить правобережье от Буга до Днепра в нейтральную зону, где запрещалось бы строить поселения и крепости, также не прошло. Наоборот, османы начали активное освоение края. В 1681 году Юрий Хмельницкий, в котором больше не было необходимости, был арестован и отправлен в Турцию. Украинские земли были переданы под управление молдавского господаря Георгия Дуки, который начал их восстановление, переманивая население с левого берега Днепра.
Основные условия договора были следующие:
- 20-летнее перемирие, начиная с 3 января 1681;
- Граница между Россией и Османской Украиной проводится по Днепру;
- По обоим берегам Днепра запрещается строительство новых городов и крепостей;
- Киев с принадлежащими ему поселениями (Васильков, Триполье, Стайки, Дедовщина и Радомышль) остаются за Россией;
- Крымскому хану выплачивается казна (поминки) за три года, затем ежегодно, по прежним росписям.

Запорожская сечь формально выходила из подчинения Москве и становилась независимой.
В начале 1682 года Прокофий Возницын получил в Стамбуле окончательный текст договора, но ещё в ноябре 1681 года новое польское посольство, прибывшее в Москву, сообщило русскому двору сведения чрезвычайной важности: турки начали военные действия против австрийцев, и султан собирает крупные силы для решительного наступления. Начинался новый период в истории Юго-Восточной и Центральной Европы.

## Освещение Чигиринских походов в европейской прессе
В Европе борьба между Россией и Османской империей вызывала огромный интерес. Успехи русского оружия были гарантией того, что турецкие власти не смогут вести войну на территории своих европейских соседей — Польши, Венеции, Священной Римской империи. Европейская пресса широко освещала Чигиринские походы русской армии. В немецких и голландских газетах было опубликовано более сотни статей по данной теме. Корреспонденции в газеты приходили из Польши (87 %), России (10,5 %) и Османской империи (2,5 % сообщений).

## Итоги
Османская империя одержала победу в войнах с Польшей и Россией, но её успехи оказались непрочными. Хотя Подолия превратилась в турецкую провинцию, её земли раздавались тимариотам, население Каменца-Подольского под угрозой истребления или депортации было вынуждено принять ислам, а правобережная Украина объединялась с Молдавией, турецкие зверства лишили оккупационный режим всякой поддержки со стороны местного населения, а приобретённые земли были совершенно разорены войной и в ряде случаев уже представляли собой безлюдную пустыню.
Несмотря на то, что Османская империя смогла захватить Чигирин, тяжёлые потери, понесённые при этом турками, фактически остановили их экспансию на север и позволили России сохранить Левобережье и Киев. Силы, брошенные Османской империей на завоевание Чигирина, сопоставимы с теми, которые турки бросили на Вену в 1683 году, причём в этот раз Россия противостояла Турции в одиночку. Фактически Бахчисарайский мир закрепил статус-кво в регионе, по которому Днепр стал границей владений и ни одна из сторон не могла расширить своё влияние, при этом оставшееся под номинальным контролем Турции Правобережье начинает превращаться в опустошенную буферную зону между владениями Порты, Польши и России.
Посол В. Тяпкин по пути в Крым вёл разведку местности, чтобы наметить маршрут будущего похода на полуостров. В 1680 году был окончательно утверждён проект сооружения Изюмской черты — 400-километровой оборонительной линии, продвинувшей на юг русский степной фронтир и ставшей базой для наступления на Крым в ходе Великой Турецкой войны. Задача реорганизации русской армии и превращения её в наступательную силу оказалась не по плечу правительствам царя Фёдора и Софьи и была решена только при Петре I.